# Estérel (Québec)
Pour les articles homonymes, voir Esterel.
Estérel est une ville canadienne du Québec située dans la municipalité régionale de comté des Pays-d'en-Haut et la région administrative des Laurentides. 

## Toponymie
Le baron belge Louis Empain (accompagné de son épouse, une Montréalaise) lui donne ce nom inspiré du massif de l'Esterel en France.

## Histoire
Estérel est fondée en 1959 résultant de la volonté de deux hommes d'affaires, deux ans plus tôt, de faire du secteur une « ville de vacances », une ville modèle. La ville se construit d'ailleurs principalement autour de l'industrie du tourisme et de la villégiature.
Dans le cadre des réorganisations municipales québécoises, la ville d'Estérel est fusionnée à la ville de Sainte-Marguerite-du-Lac-Masson à partir du 1er janvier 2002. Cependant, plusieurs des fusions municipales imposées par le gouvernement du Québec suscitent la grogne parmi les habitants des villes concernées. En 2003, un nouveau gouvernement, dirigé par Jean Charest, est porté au pouvoir et propose aux habitants des municipalités fusionnées de se prononcer par référendum sur la possibilité de redevenir des entités municipales indépendantes. La population d'Estérel se prononce en faveur d'une défusion, laquelle sera effective le 1er janvier 2006. C'est alors que le 31 décembre 2005, la ville issue de Sainte-Marguerite-du-Lac-Masson et Estérel est dissoute afin que celles-ci redeviennent deux entités indépendantes. 

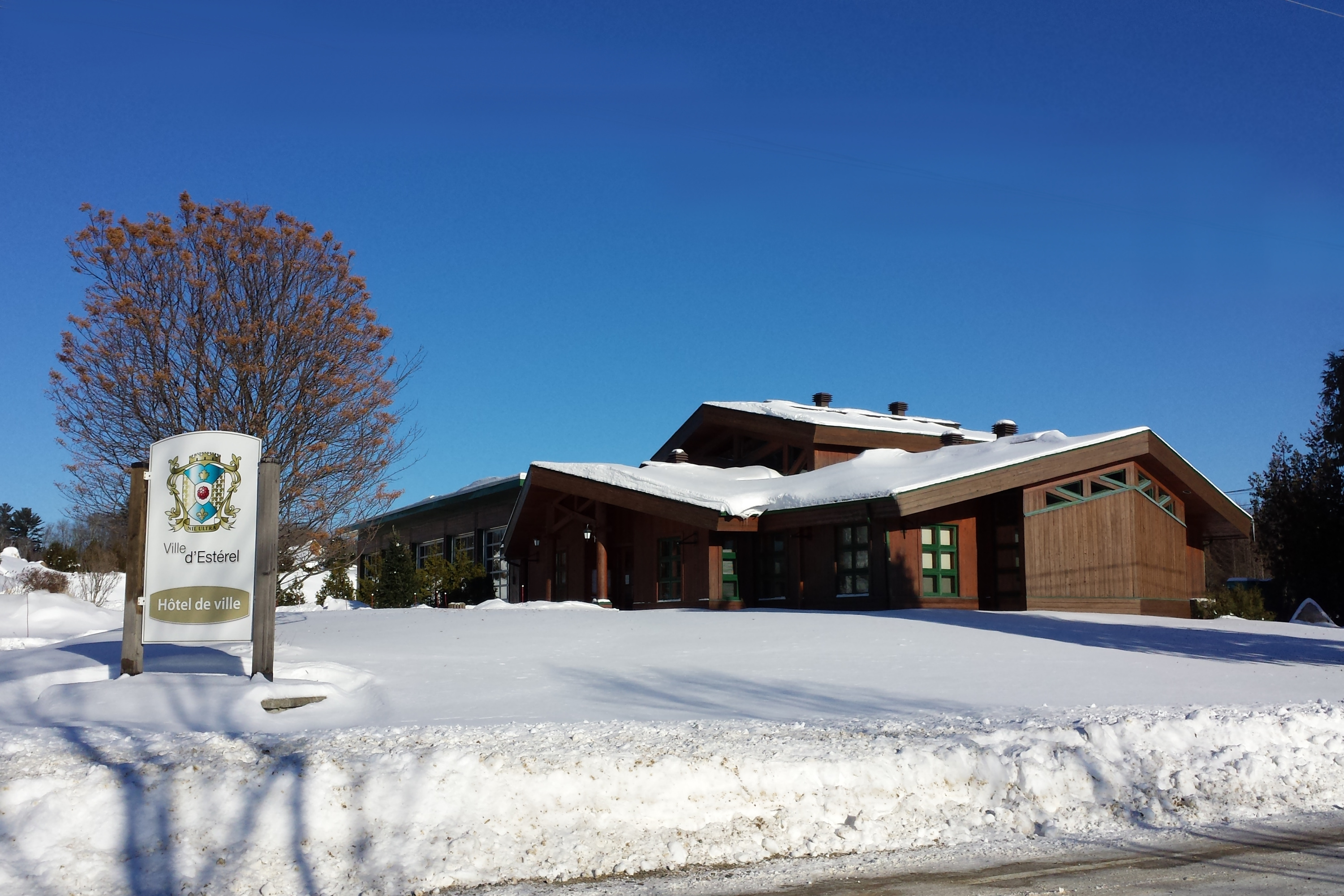
L'hôtel de ville d'Estérel.

Toutefois, Estérel ne retrouve pas ses pouvoirs initiaux, le gouvernement provincial crée un nouveau type de structure municipale : l'agglomération. L'agglomération de Sainte-Marguerite–Estérel vient donc offrir certains services communs aux deux municipalités.

## Géographie
Elle est située sur la rive sud-est du lac Masson dont la partie nord est située dans le sud-ouest de la municipalité. Ce lac se déverse dans la rivière Doncaster par sa partie sud située dans Sainte-Marguerite-du-Lac-Masson.

## Démographie
| 1991 | 1996 | 2001 | 2006 | 2011 | 2016 | 2021 |
| ---- | ---- | ---- | ---- | ---- | ---- | ---- |
| 119  | 108  | 181  | 256  | 199  | 196  | 262  |

## Administration
Les élections municipales se font en bloc pour le maire et les six conseillers.
| Estérel Maires depuis 2005                                                                                           |                    |         |          |
| Élection | Maire              | Qualité | Résultat |
| 2005 | André Nadeau       |         | Voir     |
| 2009 | Jean-Pierre Nepveu |         | Voir     |
| 2013 | Jean-Pierre Nepveu | Voir    |          |
| 2017 | Joseph Dydzak      |         | Voir     |
| 2021 | Frank Pappas       |         | Voir     |
| Élection partielle en italique Depuis 2005, les élections sont simultanées dans toutes les municipalités québécoises |                    |         |          |

## Éducation
Estérel est desservie par deux réseaux d'enseignement publics. Le réseau d'enseignement primaire et secondaire public francophone est sous la responsabilité du Centre de services scolaire des Laurentides (anciennement la Commission scolaire des Laurentides). Les écoles desservant la ville sont situées à Sainte-Marguerite-du-Lac-Masson. Quant au réseau anglophone, la Commission scolaire Sir-Wilfrid-Laurier administre l'école primaire Sainte-Adèle à Sainte-Adèle, desservant également Estérel.